# Universi Dominici Gregis
Universi Dominici Gregis (letteralmente "dell'intero gregge del Signore") è una costituzione apostolica della Chiesa cattolica promulgata da papa Giovanni Paolo II il 22 febbraio 1996. Il suo sottotitolo è Circa la Vacanza della Sede Apostolica e l'elezione del Romano Pontefice.
Essa detta le norme da seguire durante il periodo della sede vacante della cattedra di Pietro, a seguito della scomparsa o della rinuncia del Papa. Il titolo è ricavato dal paragrafo iniziale: "Pastore dell'intero gregge del Signore è il Vescovo della Chiesa di Roma...". È stata applicata nel 2005, nel 2013 e nel 2025.

## Normativa
La costituzione modifica le regole relative al conclave e ne introduce di nuove. I punti salienti sono così riassumibili:
- I cardinali vengono alloggiati nella Domus Sanctae Marthae, un edificio che è stato appositamente costruito a tale scopo all'interno della Città del Vaticano, durante il pontificato di papa Giovanni Paolo II. In precedenza gli elettori venivano sistemati in modo improvvisato e di conseguenza non molto confortevole all'interno di varie stanze dei palazzi apostolici, sovente sprovviste dei più essenziali servizi alla persona: a titolo d'esempio, in occasione del conclave dell'agosto 1978 molti cardinali si erano lamentati per il grande caldo che regnava nei loro alloggi, per l'assenza di privacy e per la necessità di condividere i servizi igienici e l'acqua corrente. Proprio i disagi patiti in quell'occasione avrebbero poi influenzato papa Giovanni Paolo II nella decisione di mettere a disposizione degli elettori una sistemazione più agevole.[1] Questa novità ha peraltro comportato una modifica alla gestione logistica del conclave: i cardinali infatti devono essere trasportati alla Cappella Sistina in occasione delle votazioni e poi riportati alla Domus una volta conclusa la sessione; la costituzione ha pertanto statuito che durante il tragitto essi non devono essere avvicinati da nessuno.
- Il quorum necessario per l'elezione è dei due terzi.
- Giornalmente si tengono quattro votazioni, due al mattino, due al pomeriggio, tranne che per il primo giorno in cui ne avviene una sola.
- Trascorse 34 votazioni senza che si arrivi all'elezione, il collegio dei cardinali può modificare il quorum richiesto, trasformandolo in maggioranza assoluta dei componenti (la metà più uno).

Durante l'intero svolgimento delle operazioni è indispensabile mantenere la massima segretezza. Chiunque violi la sicurezza e la segretezza nella Città del Vaticano, introducendo strumentazione per registrare, o comunicando in qualsiasi modo con un cardinale elettore, è passibile di scomunica. Ulteriori penalità sono a discrezione del papa nuovo eletto. Ai partecipanti sono richiesti dei giuramenti, a garanzia della correttezza del loro operato.
Secondo quanto stabilito in precedenza da papa Paolo VI, al conclave partecipano non più di 120 cardinali elettori che non devono aver superato gli ottanta anni di età il giorno antecedente la morte o le dimissioni del papa.

### Elezione indiretta, per compromesso e per acclamazione
Fino ai conclavi del 1978 erano ammessi metodi d'elezione diversi dal convenzionale scrutinium dei voti segreti di tutti gli elettori: era infatti possibile che i cardinali delegassero la scelta a un comitato di "grandi elettori", oppure decidessero il nome da eleggere in modo palese e senza passare dalla votazione ("per compromesso" e persino "per acclamazione"). Preso atto del fatto che tali metodi potevano causare delle controversie e che, in ogni caso, non venivano utilizzati da molto tempo (l'ultima elezione avvenuta per compromesso era stata quella di papa Giovanni XXII nel 1316 e l'ultima per acclamazione quella di papa Gregorio XV nel 1621), la costituzione apostolica di papa Giovanni Paolo II li vietò espressamente, imponendo l'obbligo di effettuare sole votazioni plenarie con segretezza dei singoli suffragi.

## Modifiche di Benedetto XVI
L'11 giugno 2007 papa Benedetto XVI, con la lettera apostolica in forma di motu proprio De aliquibus mutationibus in normis de electione romani pontificis ha emendato il comma 75 della Universi Dominici Gregis. Il testo originale prevedeva la possibilità che, dopo aver svolto invano 34 votazioni, i cardinali si accordassero per procedere nelle votazioni successive con la sola maggioranza assoluta dei voti, e non con la maggioranza qualificata dei due terzi. La modifica di papa Benedetto XVI ha ripristinato in tutti i casi la necessità della maggioranza dei due terzi per l'elezione del Pontefice, prevedendo che dopo le prime 34 votazioni vadano votati soltanto i due nomi che nell'ultimo scrutinio hanno ottenuto il maggior numero di voti: in una tale evenienza, i due cardinali ammessi a questa sorta di ballottaggio sarebbero esclusi dall'elettorato attivo.
Il 22 febbraio 2013 Benedetto XVI, pochi giorni prima dalla propria rinuncia al papato, ha pubblicato l'ulteriore motu proprio Normas Nonnullas stabilendo che il Sacro Collegio può anticipare l'inizio del conclave prima dei rituali 15 giorni se tutti i cardinali sono giunti a Roma prima di tale termine. Il provvedimento ha inoltre apportato alcune modifiche minori, soprattutto a carattere cerimoniale.